# Lan mật khẩu môi nhọn
Lan mật khẩu môi nhọn (danh pháp hai phần: Cleisostoma simondii) là một loài phong lan.
Cây có mặt ở Ấn Độ, Thái Lan, Lào, Campuchia, Trung Quốc, Việt Nam (Cao Bằng).

## Hình ảnh

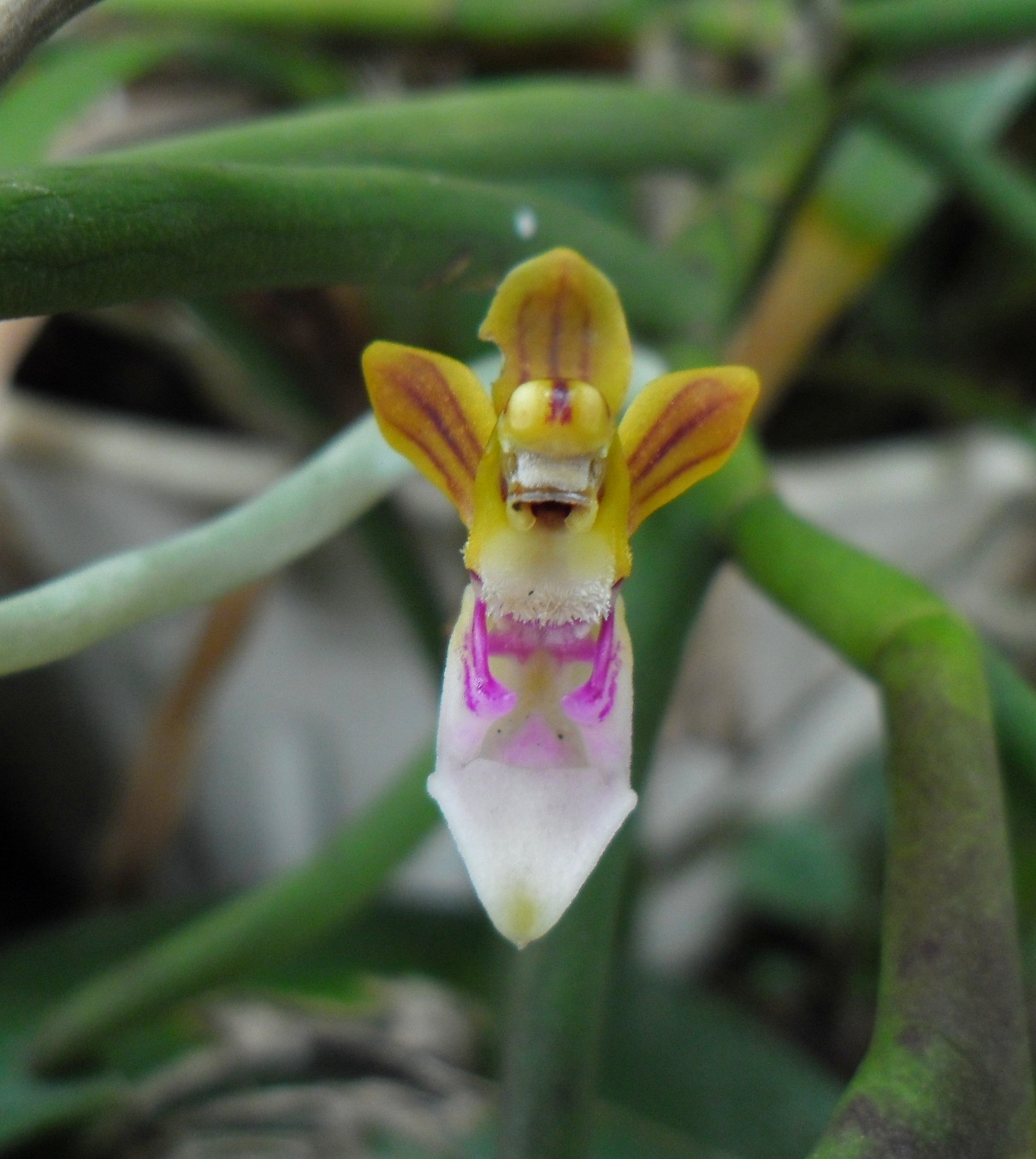
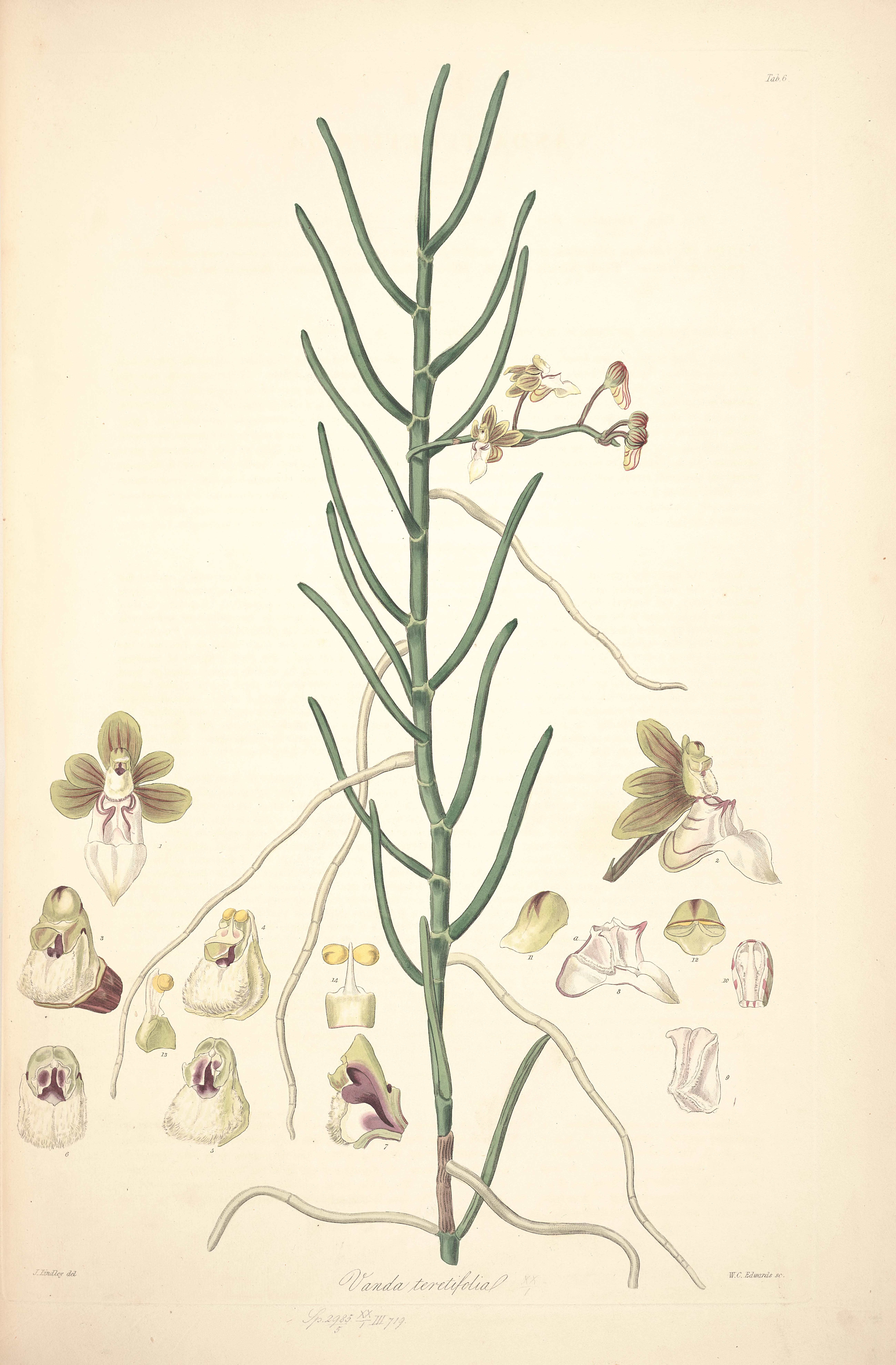
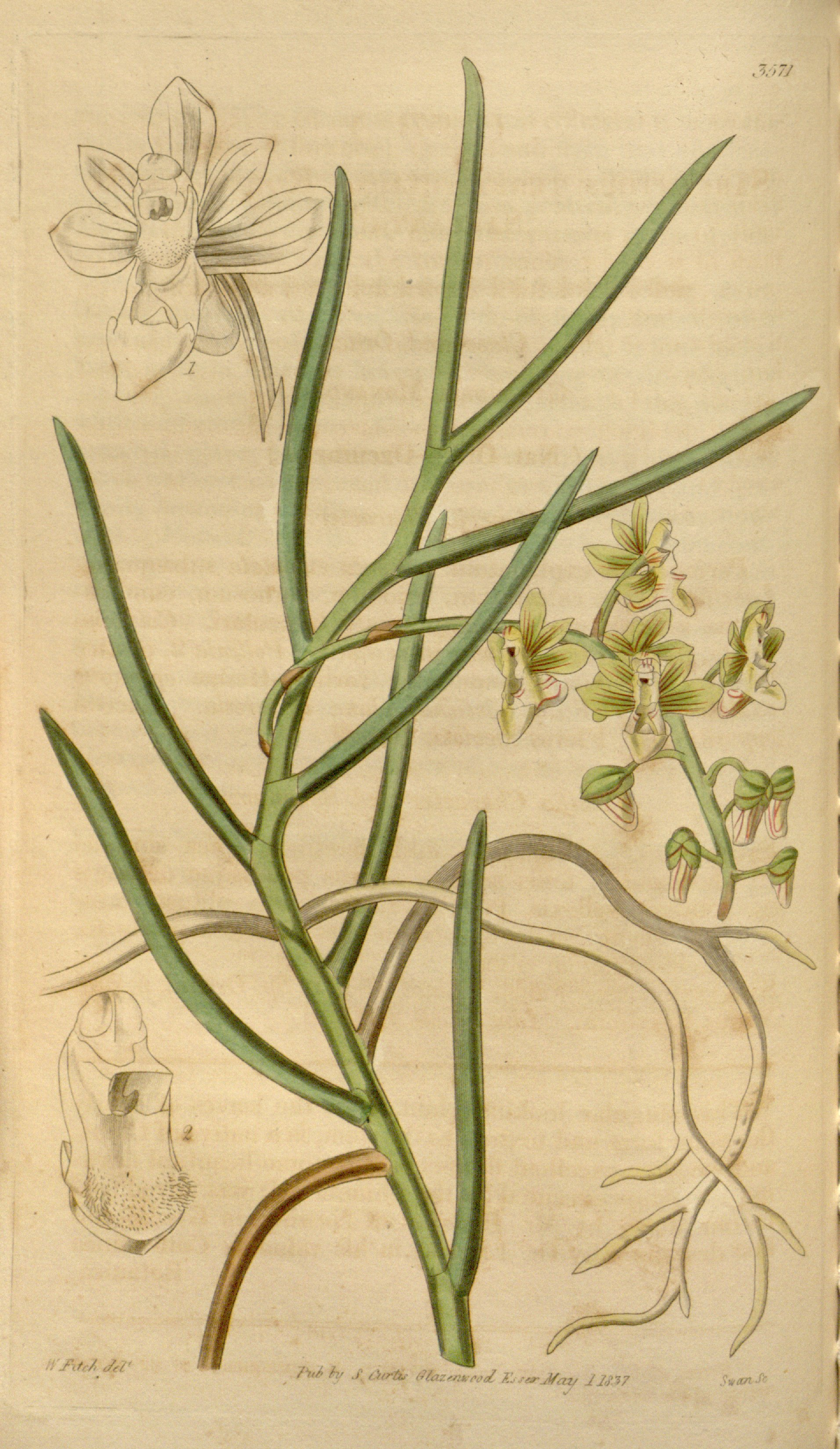
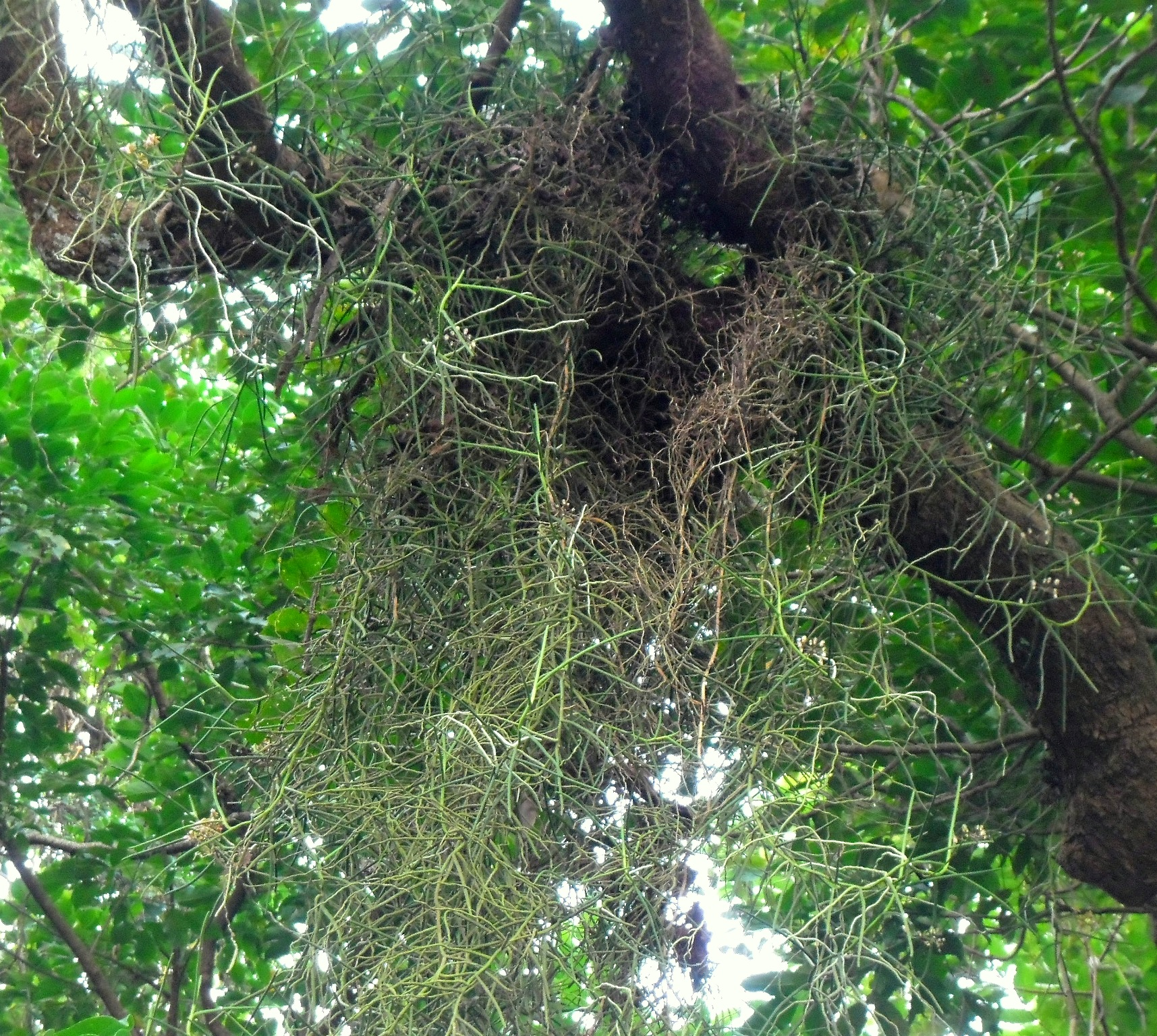